# 押部健雄の走れトラック演歌
押部健雄の走れトラック演歌（おしべたておのはしれトラックえんか）は、ラジオ関西で1990年代後半から放送されている音楽番組。
2006年1月現在の放送時間は月曜の20:30から21:00まで。

## 番組の歴史・概要
- 番組はパーソナリティの押部健雄が担当し、懐メロから最新の演歌ヒット曲にいたるまで様々なジャンルの演歌をリスナーのリクエストをベースに展開していく。
- しかしたまに押部健雄が自らが経営している建設会社の出張で番組を留守にすることがある。その場合は、アシスタントが一人で、またはピンチヒッターの演歌歌手が登場する場合がある。
- 番組の開始当初のタイトルは「押部健雄・歌のトラック便」。この番組のタイトル時代、一時期、ラジオ関西での放送がなくなり和歌山放送で放送されていた時期が存在した。
- 「押部健雄の走れトラック演歌」というタイトルになってからも、一時期和歌山放送でネットされていた時期があった。
- ちなみに番組は押部の事務所、アトム企画の持ち込み番組である。以前は日産ディーゼル（当時、現「UDトラックス」）、健康ひろば加古川、宇部三菱セメントがスポンサーになっていた時期があった。

## 出演者
- 押部健雄
- 中野綾子